# Opius pygmaeus
Opius pygmaeus är en stekelart som beskrevs av Fischer 1962. Opius pygmaeus ingår i släktet Opius och familjen bracksteklar. Inga underarter finns listade i Catalogue of Life.